# František Máka
František Maka, né le 27 septembre 1968, est un skieur tchèque spécialiste du combiné nordique.

## Palmarès

### Jeux olympiques
| Épreuve / Édition | Albertville 1992 | Lillehammer 1994 |
| Par équipes       | 6e               | 5e               |

### Championnats du monde
| Épreuve / Édition | Val di Fiemme 1991 | Falun 1993 | Trondheim 1997 |
| Gundersen 15 km   | 6e                 | -          | -              |
| Par équipes       | -                  | 5e         | 4e             |

### Coupe du monde
| Saison / Épreuve | Saison / Épreuve | Général | Général |
| ---------------- | ---------------- | ------- | ------- |
| Saison / Épreuve | Saison / Épreuve | Class.  | Points  |
| 1990             | 1990             | 17e     | 20      |
| 1991             | 1991             | 17e     | 20      |
| 1992             | 1992             | 9e      | 35      |
| 1993             | 1993             | 25e     | 8       |
| 1994             | 1994             | 18e     | 232     |
| 1995             | 1995             | 42e     | 146     |